# ジョージ・ポコック (軍人)
海軍大将サー・ジョージ・ポコック（Sir George Pocock, KB、1706年3月6日 - 1792年4月3日）は、グレートブリテン王国時代のイギリス海軍の士官。

## 家族
ポコックは、サリー州テムズ・ディットンで、海軍のチャプレンであったトマス・ポコックの子として生まれた。曽祖父ローレンス・ポコック博士 (Rev. Dr. Laurence Pocock) は、バークシャー州ブライトウォルトンの教区牧師であり、その先祖は同州のチーブリー近郊に長く住み着いていた。

## 初期の経歴
ジョージ・ポコックは、1718年に海軍に入り、母方のおじであったストレインシャム・マスター（1682年 – 1724年）の庇護の下で、スーパーブ (Superb)(en)に乗り込んだ。1725年4月に大尉 (lieutenant)、1733年に中佐 (commander) へ昇進した。1738年には、大佐 (post-captain) となり、20門艦オールドバラ (Aldborough)(en)の艦長となった。西インド諸島方面で軍務に就いた後、1754年に東インド艦隊に送られたポコックは、58門艦カンバーランド (Cumberland)(en)に海軍少将チャールズ・ワトソンとともに乗り込んだ。ワトソンの艦隊は、ベンガル地方の征服に際してロバート・クライヴと連携していた。1755年、ポコックは海軍少将に昇進し、1756年に海軍中将となった。

## インド方面におけるイギリス海軍の指揮
1757年にワトソンが死去すると、ポコックは東インド艦隊の指揮をとることになった。1758年には、海軍代将チャールス・スティーヴンス（1761年没）が麾下に入ったが、この増派を得ても艦隊は小さな戦列艦7隻という規模に過ぎなかった。フランスとイギリスの間で戦争が始まると、フランス側はインド洋の島嶼の拠点からベンガル湾へ艦隊を派遣し、ポンディシェリを支援しようとした。 このフランス側の艦隊を、到着前に捕捉するのが、ポコックの課題になった。実際、フランス側の実力は、イギリス側よりも劣っていた。フランス艦隊を率いていたダシェ伯爵は、商船に若干の武装を施しただけのインディアマンを艦列に加えなければならない状況だった。それでも、フランス側は数の上では優位にあり、ポコックは、古くからの公式戦闘司令に基づいて戦うという当時の実践に従わなければならなかった。ポコックは、自身の艦列を敵に並走させ、戦闘が続いている間、艦隊の隊列を維持しなければならなかった。
ポコックとダシェの海戦は、いずれも決着が着かなかった。最初に戦った1758年4月29日のカッダロールの海戦では、フランス側がポンディシェリに入港することを阻止できなかった。2回目の戦いで激戦となった8月3日のナーガパッティナムの海戦の後、フランス側はモーリシャスに戻り、やがてモンスーンの時期になるとポコックもボンベイに戻った。春先になってから彼は戦線に復帰して、包囲されていたマドラスの解放に加わったが、ダシェの方は9月までベンガル湾に戻ってこなかった。ポコックは、またしてもダシェのポンディシェリ入港を阻めず、両者が激戦した1759年9月10日のポンディシェリーの海戦も、決着はつかなかった。フランス政府の財政は破綻に瀕し、ダシェは艦隊への補給を受けられなくなった。ダシェはモーリシャスに戻ることを余儀なくされ、イギリスはコロマンデル海岸とマラバール海岸の支配を確保した。ポコックは、1760年に帰国し、1761年のバス勲章ナイト級を授与され、海軍大将に昇進した。

## 後年の経歴
1762年、ポコックはハバナへの連合遠征艦隊の指揮官に任じられた。この包囲戦は6月7日から始まり、8月13日まで続いたが、当地の気候もあって多くの死者を出した。最終的なイギリスの勝利は、ポコックが軍勢にもたらした勢力的かつ賢明な貢献によるところが大きかった。彼が戦利品から得た金額は、£122,697 を下らなかった。イングランドに戻ったポコックは、彼自身ではなく、同僚のサー・チャールズ・ソーンダースが海軍本部委員会に選ばれたことに、落胆したと言われており、その後の退役に至ったという。ポコックが、1766年に退役したことは確かである。彼の記念碑は、ウェストミンスター寺院にある。
1763年、ポコックは、友人であったディグビー・デントの未亡人ソフィア (Sophia、1767年没）と結婚したが、彼女はマドラスのジョージ・フランシス・ドレイク (George Francis Drake of Madras) の娘であり、ジョージ・モートン・ピットの養女でもあって、今日オーリンズ・ハウスとして知られるトゥイッケナムのピットの邸宅を相続していた。夫妻の間に生まれた息子ジョージ（George、1765年 - 1840年）は準男爵となり、娘ソフィア（Sophia、1811年没）は、第4代ポーレット伯爵ジョン・ポーレットに嫁いだ。